# Христадельфиане

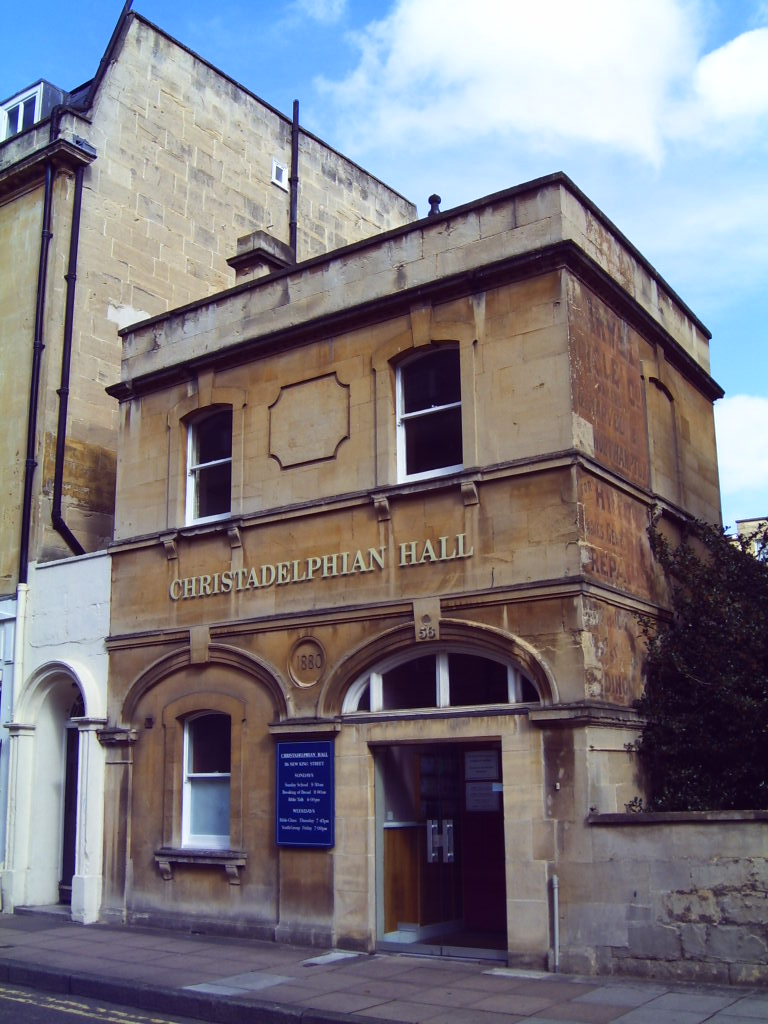
Христадельфианская часовня в городе Бат, Великобритания

Христадельфиа́не (англ. Christadelphians; с древнегреческого: «братья во Христе», или «Христовы братья») — нетринитарная (унитарная) христианская конфессия, сформировавшаяся в XIX столетии в Великобритании и США, которая в своём создании и развитии ориентируется на ряд раннехристианских течений.

## Общая информация
Основателем считается доктор Джон Томас (англ. John Thomas). Последователи данной деноминации существуют по всему миру, составляя собрания и общины, называемые «экклесиями» (с греч. «собрания»).
Существует более 50 тысяч христадельфиан в 120 странах мира: Великобритания (18,000), Австралия (9,987), Малави (7,000), Мозамбик (5,300), США (6,500), Канада (3,375), Новая Зеландия (1,782), Кения (1,700), в русскоговорящем мире (2,000), Индия (1,300) и Танзания (1,000). В общей сложности получается более 55 тысяч.
Христадельфиане обычно собираются каждое воскресенье для преломления хлеба в память о смерти и воскресении Иисуса Христа. Встречи происходят реже, если «братья» и «сёстры» отделены друг от друга большим расстоянием. Их встречи происходят либо по домам, либо в небольших залах. Служение на этих собраниях происходит просто: их участники верят и убеждены на основании Писания, что примерно так проходили служения христиан первого столетия. Только крещёные христадельфиане могут преломлять хлеб. У них нет центрального координирующего органа, которому подчинялись бы все экклесии вне зависимости от места их нахождения. У христадельфиан отсутствует какая-либо иерархическая структура, присущая большинству других христианских течений.
Христадельфиане издают множество различной литературы, полный список названий которой превышает 1000 публикаций.
Христадельфиане стараются читать несколько глав из Библии каждый день. Многие пользуются «Спутником Библии», с помощью которого можно прочитать Библию за год, причём Новый Завет дважды.

## Основные постулаты
Христадельфиане не верят в Троицу, ад (как место вечных мучений) и бессмертие души.
Главными принципами вероучения христадельфиан являются следующие:
- Библия является абсолютным авторитетом и вдохновенным Словом Божиим.
- Иисус Христос является обетованным еврейским Мессией и Сыном Божиим, который не равен Богу Отцу и существовал до своего рождения только в замысле Бога. Бог воскресил Иисуса на третий день после его распятия на кресте и даровал ему бессмертие.
- Христос вернётся на Землю и установит на ней Царство Божие, исполняя тем самым Божии обетования, данные Аврааму и Давиду.
- Смерть является бессознательным состоянием: христадельфиане не верят в бессмертие души, но верят в воскресение к вечной жизни в награду праведникам.
- Словом «ад» (греч. hades, еврейский шеол) называется просто могила; христадельфиане не верят в вечные мучения. Грешников ждут смерть и вечное поругание.
- Крещение является одним из неотъемлемых условий для спасения и должно осуществляться взрослым человеком посредством полного погружения в воду.
- Святой Дух не является личностью, а буквально переводится как «дыхание святости», то есть Святой Дух — аллегория того, как Бог воздействует на людей.
- Сатана (дьявол) не является личностью; слово означает «враг», «противник», «оппонент» и в большинстве случаев в Библии подразумевает грех и сопротивление Божьей воле[13][14].